# Ernest Rutherford
Sir Ernest Rutherford (født 30. august 1871, død 19. oktober 1937) var en engelsk atomfysiker. Modtog Nobelprisen i kemi i 1908.
Rutherford blev født i New Zealand. Efter at have fået sin universitetsgrad fra Canterbury Universitet, rejste han i 1895 til England for at fortsætte sine studier ved Cavendish Laboratoriet ved Cambridge Universitet. Her opdagede han og navngav alfastråling og betastråling.
I 1898 blev Rutherford ansat som professor i fysik på McGill Universitetet i Canada hvor han viste at radioaktivitet var den spontane spaltning af atomer. Dette arbejde gav ham Nobelprisen i kemi i 1908. Han bemærkede at en prøve af radioaktivt materiale altid brugte den samme tid om at halvere sin aktivitet – prøvens halveringstid. Han brugte denne observation til at bestemme Jordens alder. Den var meget højere end det, de fleste daværende forskere forventede.
I 1907 blev han ansat som professor i fysik på University of Manchester. Der opdagede han atomkernen ved at beskyde et guldfolie med alfastråling og blev den første succesfulde alkymist: han omdannede kvælstof til ilt. Mens han arbejdede med Niels Bohr (som fandt ud af at elektroner bevæger sig i bestemte baner), spekulerede Rutherford over muligheden for eksistensen af neutroner, som kunne neutralisere protonernes positive ladning og forhindre atomet i at eksplodere.
I 1917 vendte han tilbage som chef for Cavendish Laboratoriet. Under hans ledelse modtog James Chadwick Nobelprisen for opdagelsen af neutronen, John Cockcroft og Thomas Walton modtog den for at splitte atomet med en partikelaccelerator og Edward Victor Appleton for at påvise eksistensen af ionosfæren.
Grundstoffet rutherfordium er opkaldt efter ham.

## Liv og karriere

### Opvækst og uddannelse
Ernest Rutherford var søn af James Rutherford, en bonde, og hans kone Martha Thompson, oprindeligt fra Hornchurch, Essex i England. James havde emigreret til New Zealand fra Perth i Skotland for "at dyrke  lidt hør og få mange børn". Ernest blev født i Brightwater, nær Nelson i New Zealand. Hans fornavn blev fejlagtigt stavet 'Earnest', da hans fødsel blev registreret. Rutherfords mor Martha Thompson var en skolelærerinde.
Han studerede på Havelock School og derefter Nelson College og modtog et stipendium til at studere på Canterbury College ved New Zealand University, hvor han deltog i "debating society" (debatteringsselskabet) og spillede rugby. Efter at have fået sin BA, MA og BSc, og lavet to års forskning, hvor han opfandt en ny form for radiomodtager, blev Rutherford i 1895 tildelt Research Fellowship fra Royal Commission for Exhibition of 1851 med henblik på at rejse til England for postgraduate studium ved Cavendish Laboratory ved University of Cambridge. Han var blandt de første af 'udlændinge' (dem uden en Cambridge-grad), der fik lov til at forske på universitetet under den inspirerende ledelse af J.J. Thomson, hvilket fremkaldte jalousi fra de mere konservative medlemmer ved Cavendish Laboraty. Med Thomsons opmuntring lykkedes det at opdage radiobølger på en halv mile og holdt kort verdensrekorden for den afstand, over hvilken elektromagnetiske bølger kunne opdages, men da han fremlagde sine resultater på British Association Meeting i 1896, opdagede han, at han en anden forelæser, ved navn Guglielmo Marconi, havde overgået Ruthersfords resultater.
I 1898 anbefalede Thomson Rutherford til en stilling på McGill University i Montreal i Canada. Han skulle overtage Hugh Longbourne Callendars professorat i fysik sponseret af mæcenen William Christopher Macdonald (Macdonald Professor of Physics), idet Callendar havde fået en stilling ved Cambridge. Rutherford fik stillingen, hvilket betød, at han i 1900 kunne gifte sig med Mary Georgina Newton (1876-1954), til hvem han var blevet forlovet, før han forlod New Zealand; de giftede sig ved St. Pauls anglikanske kirke i Papanui i Christchurch. De fik en datter, Eileen Mary (1901-1930), der blev gift med Ralph Fowler. I 1901 modtog Rutherford et doktorat (DSc) fra University of New Zealand. I 1907 vendte Rutherford tilbage til Storbritannien til professoratet i fysik ved Victoria University of Manchester.

### Senere år og æresbevisninger
Han blev adlet i 1914. Under 1. verdenskrig arbejdede han på et tophemmeligt projekt for at løse de praktiske problemer med undervandsdetektering af sonar. I 1916 blev han tildelt Hector Memorial Medal. I 1919 vendte han tilbage til Cavendish efterfulgt J.J. Thomson som Cavendish professor og direktør. Under ham blev Nobelpræmierne tildelt James Chadwick for at opdage neutronen (i 1932), John Cockcroft og Ernest Walton for et eksperiment, der skulle kaldes at splitte atomet ved hjælp af en partikelaccelerator og Edward Appleton for at demonstrere eksistensen af ionosfæren. I 1925 fremsatte Rutherford opfordringer til New Zealands regering om at støtte uddannelse og forskning, hvilket førte til dannelsen af institut for videnskabelig og industriel forskning (DSIR) i det følgende år. Mellem 1925 og 1930 tjente han som præsident for Royal Society, og senere som formand for Academic Assistance Council, der hjalp næsten 1.000 universitetsflygtninge fra Tyskland. Han blev udpeget til Order of Merit i 1925 New Year Honours og blev optaget som Baron Rutherford of Nelson, of Cambridge in the County of Cambridge (baron Rutherford af Nelson, Cambridge i Cambridge County) i 1931, en titel, der forsvandt igen efter hans uventede død i 1937. Rutherford var i 1933 en af de to indledende modtagere af TK Sidey Medal, der blev oprettet af Royal Society of New Zealand som en pris for fremragende videnskabelig forskning.
I en tid før hans død havde Rutherford en lille brok, som han havde forsømt at have fikset, og det blev kvalt, hvilket fik ham til at være voldsomt syg. Til trods for en nødoperation i London døde han fire dages efterfølgende af, hvad læger betegner "intestinal lammelse" i Cambridge. Efter kremering ved Golders Green Crematorium blev han den store ære for begravelse i Westminster Abbey, nær Isaac Newton og andre berømte britiske forskere.